# Кравцов Юхим Єгорович
Юхи́м Єго́рович Кравцо́в (нар. 24 грудня 1910, Шелудьківка — пом. 7 січня 1984, Київ) — старший радіотелеграфіст 384-го артилерійського полку 193-ї стрілецької дивізії 65-ї армії Центрального фронту, старшина, Герой Радянського Союзу.

## Біографічні відомості
Народився 24 грудня 1910 року в селі Шелудьківка Зміївського району Харківської області в селянській родині. Українець. Закінчив сім класів середньої школи. З 1929 по 1933 рік служив у Військово-морському флоті.
У жовтні 1942 року призваний до лав Червоної Армії, воював на Центральному фронті.
В 1944 році закінчив курси молодших лейтенантів.

Могила Юхима Кравцова, Байкове кладовище

В 1946 році Юхим Єгорович Кравцов звільнився в запас.
До 1963 року служив у військах Міністерства внутрішніх справ в Києві. Працював старшим техніком інституту електрозварювання імені Є. О. Патона.
Помер на 74-му році життя 7 січня 1984 року. Похований в Києві на Байковому кладовищі (ділянка № 50, 50°25′17.89″ пн. ш. 30°30′23.08″ сх. д. / 50.4216361° пн. ш. 30.5064111° сх. д.).

## Нагороди
У 1943 року за мужність та героїзм, проявлені при форсуванні Дніпра та утриманні плацдарму на його правому березі старшині Юхиму Єгоровичу Кравцову присвоєно звання Героя Радянського Союзу з врученням ордена Леніна та медалі «Золота Зірка».